# Laureola dubia
Laureola dubia är en kräftdjursart som beskrevs av Helmut Schmalfuss och Franco Ferrara 1983. Laureola dubia ingår i släktet Laureola och familjen Armadillidae. Inga underarter finns listade i Catalogue of Life.